# ダニエル＝コフィ・キエレ
ダニエル＝コフィ・キェレー（英語: Daniel-Kofi Kyereh、1996年3月8日 - ）は、ガーナとドイツのサッカー選手。ガーナ代表。ポジションはFWもしくはMF。

## 経歴

### クラブ
アイントラハト・ブラウンシュヴァイク、VfLヴォルフスブルクの下部組織を経て、2014年にTSVハフェルゼの下部組織に加入した。翌年、レギオナルリーガ・ノルト所属のトップチームに昇格した。
2018年6月6日、ドリッテ・リーガ所属のSVヴェーエン・ヴィースバーデンに完全移籍した。2019年5月に行われた昇格プレーオフでは得点を記録し、ツヴァイテリーガ昇格に貢献した。2019-20シーズンにクラブが降格すると、契約を解除した。
同年7月に3年契約で同じくツヴァイテリーガ所属のFCザンクトパウリに加入した。移籍後初出場で2得点を記録した。宮市亮とはチームメイトで同じポジションであったが、宮市が負傷していたためにポジション争いとはならなかった。
2022年6月27日、ブンデスリーガのSCフライブルクに完全移籍した。

### 代表
2021年9月3日に行われた2022 FIFAワールドカップ・アフリカ2次予選のエチオピア代表戦で代表初出場を記録した。その後、2022 FIFAワールドカップのメンバーにも選出された。。

## 私生活
父がガーナ人で母がドイツ人。生まれはアクラであるが、一歳の時にドイツに移った。

## 代表歴

### 出場大会
- ガーナ代表
  - 2022 FIFAワールドカップ

### 試合数
- 国際Aマッチ 18試合 0得点（2021年-2022年）[8]

| ガーナ代表 | 国際Aマッチ | 国際Aマッチ |
| 年         | 出場        | 得点        |
| ---------- | ----------- | ----------- |
| 2021       | 5           | 0           |
| 2022       | 13          | 0           |
| 通算       | 18          | 0           |